# Transplantação de órgãos
Transplante ou transplantação é o ato de colher um órgão ou tecido, ou parte deles, de um indivíduo (doador) e implantá-lo(s) em outro indivíduo (receptor) (ou, no caso de tecidos, no próprio doador).
De acordo com os subtipos de transplantações pode-se ter: 
- Transplantação autoplástica, que ocorre quando se transplantam tecidos do mesmo organismo, de um lugar para outro;
- Transplantação heteroplástica, que é a transplantação de órgãos ou tecidos de um organismo para outro. E por sua vez, esta pode ser homóloga, se a transplantação ocorre entre indivíduos da mesma espécie;
- Transplantação heteróloga ou xenotransplantação, se o transplante de órgãos ou tecidos ocorre entre indivíduos de espécies diferentes.

## História

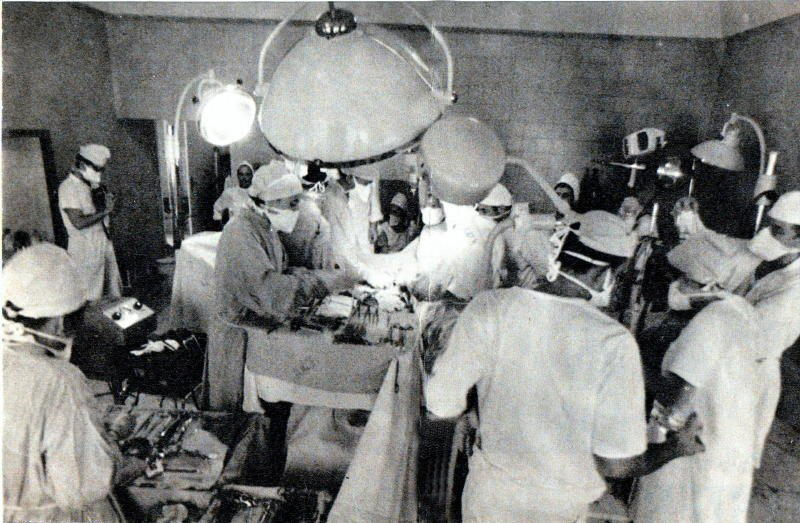
Cirurgia de transplante de órgãos em 1968

As primeiras experiências de transplante, na antiguidade, visavam principalmente a reparar mutilações. No século VI a.C., cirurgiões hindus já faziam enxertos de tecidos. Em Alexandria, lesões do rosto e de outras partes do corpo eram atendidas com retalhos de pele.
Entre os casos modernos de transplante, são particularmente importantes os de coração. As primeiras experiências nesse domínio datam de 1905, quando, dois franceses, Alexis Carrel e Charles Claude Guthrie, transplantaram o coração de um cão, que pulsou no corpo de outro durante cerca de uma hora. Vladimir Demikhov fez muitos transplantes nos anos 1930 a 1950, como a transplantação de um coração dentro de um animal e uma substituição de pulmão e coração em um animal. Após isso foi no ser Humano. O americano James Daniel Hardy em 1964 enxertou o coração de um chimpanzé num homem de 68 anos, que sobreviveu poucos minutos. Em dezembro de 1967, o sul-africano Christiaan Barnard conseguiu o primeiro êxito nesse tipo de operação, ao transplantar um coração de um humano para um paciente de 54 anos, em fase final de arteriosclerose coronária; o doente sobreviveu 18 dias, e morreu de pneumonia. A partir de então, inúmeros transplantes passaram a ser feitos, conseguindo-se sempre aumento de sobrevida.
A primeira experiência de transplante de rim em seres humanos foi feita na URSS, pelo ucraniano Yuri Voronoy, um pioneiro nessa prática, em 1933, que transplantou o rim de um homem de 60 (doador falecido) anos em uma mulher de 26 anos, e o órgão funcionou bem por dois dias. Cientistas no Japão, em 2019, receberam aprovação para cultivar células humanas em embriões de rato e rato e depois transplantar esses embriões em animais substitutos. Eles querem produzir animais com órgãos de células humanas que podem, eventualmente, ser transplantados em indivíduos.

## Princípios éticos
Os transplantes reflectem questões éticas relativas à experimentação no corpo humano, às decisões políticas relacionadas com a saúde, e, em sentido mais amplo questionam os limites do conceito da dignidade humana.
Deste modo, existe pois um conjunto de três princípios gerais, nos quais, se incorporam intrinsecamente as questões dos transplantes.
O princípio da intangibilidade corporal, que reflecte a pertença do corpo à identidade pessoal, e como tal, merecedor da dignidade e da indisponibilidade inerente à pessoa humana. Desta forma, qualquer intervenção na integridade corporal é simultaneamente uma intervenção na integridade pessoal.
O princípio da solidariedade, que defende que sendo o homem um ser eminentemente social e portador da possibilidade de fazer um conjunto de sacrifícios em função do bem da comunidade, que dentro de estes sacrifícios devem incluir-se as dádivas de órgãos. Desde que estas não impliquem comprometimento da integridade vital.
O princípio da totalidade, acredita que sendo o corpo um todo, cada parte do mesmo deve ser avaliada de acordo com o todo. E por isso, cada parte (membro, órgão ou função), pode ser sacrificado em função do corpo, desde que isso seja útil para o bem-estar de todo o organismo.
Dentro de estes três princípios gerais, insere-se um conjunto de princípios específicos, que se prendem com a medicina das transplantações.
Assim, de acordo com o princípio da autonomia, a colheita de tecidos ou órgãos tem de passar pelo consentimento do doador e do receptor. Em ambos os casos, este apresenta-se como um consentimento informado.
O indivíduo tem a capacidade de decidir qual a informação sua, que quer manter em anonimato, regendo-se por o princípio da confidencialidade.
Através do princípio da gratuidade, o órgão ou tecido apenas poderá ser dado e nunca vendido. Uma vez que este não é um objecto manipulável, mas é antes algo dotado de individualidade própria.
Inerente ao conceito de dignidade da pessoa humana, não existe transplantação do encéfalo (embora exista de tecidos cerebrais), bem como dos órgãos sexuais. Isto porque, estas duas situações parecem pisar a fronteira da identidade. Sobretudo, no que diz respeito ao cérebro, em que se preserva a memória da vida, e por isso mesmo se assegura em última instância a individualidade.
Por fim, tem de se atender ao princípio da não discriminação, em que a seleção dos receptores só pode ser feita mediante critérios médicos.
Relativamente à avaliação moral das transplantações, no que diz respeito às transplantações autoplásticas, estas não oferecem qualquer problema moral desde que seja respeitado o princípio da totalidade. Da mesma forma as transplantações heterólogas são lícitas desde que não impliquem alterações da personalidade.
Nas transplantações homoplásticas, não se levantam problemas éticos, quando apenas se trata de uma parte do corpo que não afeta substancialmente o organismo nas suas funções. Porém, quando se trata de doações de órgãos inteiros, o problema assume maior complexidade. Assim, deve assegurar-se que o doador o faça em plena liberdade e devidamente informado dos possíveis riscos, e que as funções essenciais não sofram graves danos.
Finalmente, nas transplantações heteroplásticas, deve-se ter em conta, os riscos de alteração da personalidade que pode ocorrer no receptor. Pelo que a identidade da pessoa prevalece sobre qualquer utilidade que possa ter a transplantação.

## Perspectiva jurídica

### Em Portugal
Em todas as culturas do mundo, pode assistir-se à existência de problemas éticos relacionados com a prática da Medicina. Porém, os limites éticos e jurídicos decorrentes das intervenções no corpo humano assumem maior relevância, quando se fala de transplantes de órgãos e tecidos de origem humana.
Numa perspectiva jurídica, deve atender-se ao direito a um consentimento informado e ao sigilo médico; ao direito do homem sobre o poder do seu próprio corpo; ao direito do receptor recusar o tratamento, mesmo que isso implique a sua morte. Nos casos, em que a colheita é feita em cadáveres, discute-se ainda o direito da família recusar-se à colheita.
Em Portugal, a 22 de Abril de 1993, foi publicada a Lei 12/93, lei que regulamenta a Colheita e Transplante de Órgãos e Tecidos de Origem Humana. Esta, legisla em relação à colheita em vida, a admissibilidade, a informação, o consentimento e o direito a assistência e a indemnização. No que diz respeito, à colheita em cadáveres, a lei pronuncia-se relativamente a potenciais dadores, ao registo nacional (RENNDA), à certificação da morte, a formalidades de certificação e aos cuidados a observar na execução da colheita. Em ambas vigora, a confidencialidade e gratuidade da doação.
A presente lei confere o anonimato do doador e do receptor, proibindo a revelação da identidade de ambos. Para além disso, a dádiva de órgãos ou tecidos é assumida como gratuita, não devendo nunca ser remunerada e inviabilizando o seu comércio. Relativamente a este ponto, a Convenção para a Proteção dos Direitos do Homem e da Dignidade do Ser Humano face às Aplicações da Biologia e da Medicina, realizada em Oviedo em 1997 e entrando em vigor em Portugal em 2001, refere no seu Capítulo VII (sobre a proibição de obtenção de lucros e utilização de partes do corpo humano), artigo 21º: “O corpo humano e as suas partes não devem ser, enquanto tal, fonte de quaisquer lucros”.
A legislação Portuguesa, e à semelhança de qualquer outra, apenas autoriza a colheita em vida de substancias regeneráveis (art. 6º). Porém, embora esta proibição seja absoluta para menores e outros incapazes, a título excepcional é permitida a dádiva de órgãos e substancias não regeneráveis, sempre que exista uma relação de parentesco até ao terceiro grau. Este tipo de norma restritiva pretende de algum modo, prevenir a comercialização de órgãos. Que mais tarde é reforçada em 2001, com a Convenção para a Protecção dos Direitos do Homem e da Dignidade do Ser Humano face às Aplicações da Biologia e da Medicina, com o seu capítulo VII, artigo 22º, onde é referido: “Sempre que uma parte do corpo humano tenha sido colhida no decurso de uma intervenção, não poderá ser conservada e utilizada para outro fim que não aquele para que foi colhida e apenas em conformidade com os procedimentos de informação e consentimento adequados”. No entanto, o artigo 6º para além de inviabilizar a solidariedade dúbia, elimina os verdadeiros actos de solidariedade que existem entre cônjuges e amigos.
Em relação aos dadores incapazes, está presente a distinção entre menores e incapazes por anomalia psíquica.
No que diz respeito, às doações de substâncias regeneráveis nos maiores incapazes por anomalia psíquica, só pode ser feita mediante autorização judicial (art. 8º/5). Para os menores, é suficiente a autorização dos pais ou do tribunal em caso de ausência de poder paternal (art. 8º/3), sem ser necessária uma autorização judicial. Nos menores que apresentam capacidade de discernimento, exige-se somente o seu consentimento expresso. Sendo a idade necessária para este tipo de consentimento, os catorze anos de acordo com o Código Penal (art.38º/3). Contudo, este valor não é estático, sendo adaptável ao acto médico em causa.
Por fim, os dadores têm o direito de ter um seguro obrigatório (art.9º/2), com o intuito de serem indemnizados por qualquer dano sofrido.
Em relação, à colheita de órgãos ou tecidos em cadáveres, a legislação opta por considerar como potenciais dadores quem não tenha manifestado ao Ministério da Saúde a sua qualidade de não dador. Surge assim, a criação do RENNDA (Registo Nacional de Não Dadores), este é um sistema informatizado, onde se encontram todos os que manifestaram junto do Ministério a sua total ou parcial indisponibilidade em doar post mortem, certos órgãos ou tecidos. O RENNDA está patente na publicação do decreto-lei 244/94, de 26 de Setembro.
Esta lei opta deste modo pela oposição ou o contracting/out, ao considerar que têm de ser os não dadores a manifestarem a sua vontade. Pelo que alguns autores defendem que assim pode não estar a ser feita a vontade real do cadáver, mas antes a sua vontade presumida.
De tudo o que foi referido até então, deve salvaguardar-se que: a transfusão de sangue, a dádiva de óvulos e esperma, a transferência e manipulação de embriões, bem como a colheita de órgãos para fins de investigação científica, são dotados de legislação especial.
Em Portugal, a colheita de órgãos ou tecidos está organizada da seguinte forma: ao Governo compete regular a organização e funcionamento do RENNDA. A Lusotransplante é responsável pela monitorização dos resultados, ou seja o “cross-match” entre dadores/receptores e terapêutica imunológica. E os Gabinetes de Coordenação de Colheitas e Transplantes têm também paralelamente à Lusotransplante toda a coordenação dos diferentes dados.
Finalizando, na nossa opinião a Lei 12/93 de 22 de Abril, apresenta duas grandes lacunas: em primeiro lugar, o não fazer qualquer referência à família, como passível de desempenhar um papel na expressão de vontade do falecido. Em segundo lugar, também a ausência de parecer, relativamente às xenotransplantações.

## Doadores vivos
Um dos argumentos mais sólidos contra a doação por parte de estranhos assenta no fato de que a primeira responsabilidade de um médico é não fazer mal, e remover um órgão de uma pessoa saudável coloca-a sempre em risco (Ross, 2002). O argumento falha porque o princípio de não maleficência não é absoluto, ou seja, existem práticas médicas que podem causar um determinado mal ao doente apesar de serem para o seu benefício.
Se os benefícios para o doador (psicológicos e morais) ultrapassarem os riscos para o mesmo (físicos e morais) então a doação é moralmente aceitável.
O argumento de não maleficência também falha porque tem uma noção de mal muito limitada, ou seja, apenas considera o mal físico. As pessoas também podem sofrer psicologicamente se forem impedidas de doar um órgão.
O principal argumento moral que apoia a doação de órgãos por parte de estranhos é baseado no princípio de respeito pela autonomia “Se um adulto competente procura agir de forma altruísta e se oferece para doar um órgão sólido incondicionalmente, e compreende os riscos e benefícios do procedimento, então o seu desejo deve ser respeitado” (Ross, 2002)
Apesar de não existirem benefícios físicos para o doador, alguns estudos demonstraram um aumento da auto-estima e sentimentos de bem-estar entre os doadores.
Os doadores não aparentados devem ser sujeitos a critérios mais rigorosos. Os dadores familiares devem poder correr mais riscos já que têm mais a ganhar com a doação do que dadores estranhos.
A doação por parte de dadores vivos, inicialmente, era limitada aos dadores familiares para reduzir o risco de imuno-rejeição, porém, a terapia imunossupressora permitiu que não só os familiares fossem dadores mas também outras pessoas significativas.
Um dos argumentos que apoiam a doação por parte de estranhos é o facto de a procura de órgãos ser muito maior do que a oferta.
No entanto, alguns problemas se levantam. Será que o doador compreende os riscos para a sua saúde, conforto e qualidade de vida que podem decorrer da doação? O problema do consentimento informado é que apesar da informação ser dada ao dador, nada nos garante que ele realmente a compreenda na sua totalidade. Ou seja, pode ser difícil para a pessoa transformar dados estatísticos no seu caso particular, e quem nunca se submeteu a uma cirurgia abdominal, por exemplo, pode ter dificuldades em imaginar o pós-operatório ou possíveis consequências na cirurgia na sua qualidade de vida.
Deve fornecer-se ao doador toda a informação necessária, ajustada ao seu contexto social, económico, afectivo, etc. Não se deve cingir apenas a informação técnica mas personalizar o conteúdo para aquela situação específica. É então importante que haja a certificação de que a informação foi compreendida pelo dador, que ele está ciente dos riscos que corre. Contudo, deve enfatizar-se o lado positivo da questão, ou seja, o gesto altruísta que ela significa.
Se existirem circunstâncias extenuantes, ou seja, possibilidades de predisposição genética para futuras doenças que aumentem o risco da doação, então o doador deve declinar devido ao risco excessivo para a sua saúde. Levinsky (2003) pergunta ”haverá um nível em que o risco do procedimento é tão grande que não devemos submeter voluntários ao mesmo, ainda que estes se movam pelos motivos mais altruístas?”. Kahn (2002) diz que o consentimento não é suficiente, e que existem limites para o risco que qualquer dador deve correr, aparentado ou não. Ou seja, para o autor o aumento do risco faz a balança fugir da aceitabilidade ética e que com determinados níveis de risco nenhum dador devia ser autorizado a doar apesar do seu consentimento.
Nos últimos anos tem surgido vários casos de tráfico de órgãos retirados a indivíduos pobres. Estas vendas são obviamente ilegais. Os argumentos contra a venda de órgãos têm a ver com a diluição do altruísmo e a “comercialização” do corpo humano que representa, sendo que estas razões ultrapassam largamente as objecções lógicas e económicas. Não são comuns, porém são inesquecíveis as histórias que nos lembram que a doação de órgãos não é apenas altruísta. (Johnstone, 1994).
A declaração da Associação Médica Mundial sobre doação e transplantação de órgãos e tecidos, feita na 52ª Assembleia-geral em Edimburgo em Outubro de 2000 diz: “O pagamento de órgãos e tecidos para doação e transplantação deve ser proibido. Um incentivo financeiro compromete o voluntariado da escolha e a base altruísta para a doação de órgãos e tecidos. Além disso, o acesso a tratamentos médicos com base na possibilidade de pagamento é inconsistente com os princípios de justiça. Órgãos que se suspeitem ter sido obtidos através de transacções comerciais não devem ser aceites para transplante. A publicidade a órgãos deve ser proibida. Todavia, o reembolso dos custos de procura, transporte, preservação e implantação são permitidos”.
Pedro Arroja (1994) assume uma posição diferente, defendendo o princípio de propriedade privada “(...)qualquer pessoa em vida pode oferecer post-mortem os seus órgãos para venda.(...)no princípio da propriedade privada, segundo a qual os órgãos de uma pessoa (como quaisquer outros bens) pertencem post-mortem aos seus herdeiros – e não ao estado, como prevê a lei dos transplantes”.
A decisão de doar um órgão deve ser livre de coerção ou manipulação, seja social ou financeira. Segundo a posição do Comité de Ética da Rede Unida para a Partilha de Órgãos(UNOS), os dadores devem doar os órgãos incondicionalmente, sem especificar idade, raça ou género.

## Doadores mortos
Os doadores mais adequados são aqueles cuja causa de morte é a cerebral, em unidades de cuidados intensivos, com menos de 35 anos, ou 40 no caso das mulheres e sem história de doença cardíaca.
Os avanços na terapia imunossupressora e nas técnicas de preservação e transporte de órgãos enfatizam o contributo que os mortos podem dar aos vivos. Porém, a procura é maior do que a oferta.
As directivas da maior parte dos centros de transplantes sublinham que devem manter-se todos os esforços para salvar a vida do potencial dador, incluindo tratamento de emergência, manutenção da T.A., transfusões de sangue, tentativas de ressuscitação, etc. A declaração de morte cerebral marca uma mudança nas prioridades. Agora, ao invés de tentar salvar aquela vida, tenta preservar-se o melhor possível o corpo para retirar os órgãos. No entanto, apesar da pessoa estar morta ainda há questão do respeito pelo cadáver. Por exemplo, “É justo usar um cadáver como fonte de “partes suplentes?” (Johnstone, 1994). É justo subordinar crenças culturais e tradições enraizadas para benefício científico?
Os potenciais doadores que se encontram em morte cerebral não são meras “coisas” para serem descartados, mas são seres humanos que ainda são reconhecidos como parte integrante do grupo humano. Apenas porque estão em morte cerebral não deixam de ser a mãe ou o filho de alguém. Como mostra a cultura, as relações não terminam com a morte. Além disso, será que podemos subordinar os interesses do dador aos do receptor? (Evans, 1995). Pode argumentar-se que não temos uma noção clara do que são os interesses de um morto, contudo, existe sempre a noção de respeito.

### Receptores
Os receptores devem receber acompanhamento psicológico no sentido de lhes dar segurança, esclarecer dúvidas acerca da cirurgia, complicações, etc., Só se deve considerar o transplante se houver hipóteses de sucesso clínico. Mas o que se deve considerar “esperança razoável de sucesso clínico”? .Quais os critérios que definem o sucesso clínico razoável e para quem é que estes são aceitáveis?
Ter que viver com um órgão que não nos pertence pode suscitar uma grande variedade de sentimentos. É importante que se faça um ajustamento psíquico para assimilar esta realidade. Segundo Bernardo(1995) “O viver serenamente com, um órgão alheio exige preparação e adaptação psíquica de modo a que não haja conflito a nível do “eu” do sujeito”.
Além disso, embora o transplante seja uma terapia salva-vidas, ele também aumenta o risco de desenvolver câncer, em parte por causa dos medicamentos administrados para suprimir o sistema imunológico e evitar a rejeição do órgão.

### Família
É frequente surgirem fenómenos de transferência nas famílias, essencialmente, de doadores mortos. Assim é importante salvaguardar a identidade do receptor, uma vez que estes fenómenos da transferência de afectividade e emoções podem ter consequências imprevisíveis e nefastas.
Da mesma forma, também o receptor não deve ter acesso à identidade do dador. Pode discutir-se que o facto da família do dador conhecer o receptor e ver os efeitos do transplante podia ser benéfico para esta, porém os riscos de transferência afetiva sobrepõem-se às vantagens que isto poderia oferecer. O facto de o receptor conhecer dados biológicos do dador poderá também ter efeitos negativos.
A família do dador atravessa uma situação afectiva bastante intensa que poderá variar consoante o quadro do dador.
Em caso de morte iminente há uma mistura de sentimentos que podem inclusive chegar a ser contraditórios.
A lei portuguesa não atribui poder de decisão à família em relação à doação de órgãos, apenas em casos de menores e incapazes. Nestes casos, para a família tomar uma decisão, é absolutamente necessário que esteja na posse de informação acessível no sentido desta poder ponderar com maior clareza.

### Técnicos
A equipe de transplantes tem a obrigação moral de providenciar órgãos nas melhores condições possíveis (Evans, 1995).
Os técnicos devem recusar retirar um órgão se esse procedimento constituir um risco de morbilidade ou mortalidade para o doador, como por exemplo retirar os dois rins ou o coração.
A equipe de transplantes deve impor limites mais rígidos à doação por parte de estranhos, já que esta, partilha responsabilidades morais na decisão. (Ross, 2002).
A profissão de enfermagem tem a obrigação moral de confrontar e lidar com as questões ético-legais de transplante que podem representar uma ameaça séria à integridade da prática holística da enfermagem (Johnstone, 1994).

## Conceito de morte cerebral
Ao realizar-se a recolha de órgãos e tecidos é necessário ter em consideração, o consentimento/dissentimento, o Princípio da Confidencialidade do dador e receptor e o reconhecimento que a morte se define como morte do tronco cerebral.
Desde o século XVII que a paragem cárdio-respiratória e cerebral eram sinónimo de morte, entendia-se que a inactividade do coração levava à disfunção dos outros dois órgãos. Nos anos 1950 desenvolveram-se técnicas que permitiram o suporte artificial das funções vitais. Assim, em 1957, o Papa Pio XII sugere que se incrementem debates éticos relativamente a esta situação.
Deste modo a medicina definiu morte sustentada em critérios cerebrais, já que a ausência de batimentos cardíacos e da respiração se encontram camuflados pela tecnologia de suporte avançado de vida.
O conceito de morte cerebral suscita alguma discussão. Alguns defendem que esta definição surge em resposta à necessidade de aumentar o número de doadores, sendo considerada, unicamente, como um objectivo utilitarista. Outros defendem que os objectivos são de carácter humanitário e equitativo. Perante esta conflitualidade, o Conselho Nacional de Ética para as Ciências da Vida elaborou o parecer 10/CNEVC/95, referindo que o diagnóstico clínico de morte implica uma avaliação científica e ética que comprove a irreversibilidade das funções do tronco cerebral. As razões que justificam a adopção deste critério são as seguintes:
- só as funções do tronco cerebral permitem o funcionamento do corpo como um todo;
- a avaliação da irreversibilidade nos utentes inconscientes é rápida e segura;
- o tronco cerebral não pode ser submetido a prótese ou transplantes;

O parecer acrescenta ainda que os critérios para declarar a morte de dadores são iguais aos não dadores, de modo a manter a consistência e o respeito pelos mortos e familiares.
A declaração da Ordem dos Médicos prevista no artigo 12º da Lei nº12/93 de 22 de Abril, institui as considerações prévias, para definir o diagnóstico:
- conhecimento da causa e irreversibilidade da situação clínica;
- estado de coma com ausência de resposta motora à estimulação dolorosa na área dos pares cranianos;
- ausência de respiração espontânea;
- constatação de estabilidade hemodinâmica e da ausência de hipotermia, alterações endócrino-metabólicas que possam levar ao estado de coma;

Para a confirmação do diagnóstico o utente deverá apresentar atonia muscular e ausência de toda a actividade reflexa a nível cerebral.
A verificação é realizada, no mínimo, por dois conjuntos de provas com intervalo adequado à situação clínica e à idade, executadas por dois médicos especialistas que não pertencem à equipa de transplantação e pelo menos um não pertence à unidade em que o doente está internado, isto para impedir que os médicos sejam sujeitos a conflitos éticos. Sempre que necessário são realizados exames complementares.
Esta metodologia permite “que alguém considerado morto como pessoa, permaneça com actividade biológica e sejam os órgãos vitais mantidos em condições favoráveis para serem transplantados.” (Nunes, M., Luz, P., 1998)

## Intervenções deEnfermagem
O envolvimento de qualquer profissional de enfermagem quer com o doador, ou o receptor é necessário conhecimentos sobre os direitos humanos, ética e legislação sobre a morte cerebral e doação de órgãos. As dimensões culturais, psicológicas e religiosas envolvidas neste processo não podem ser subestimadas. As actividades realizadas pelos profissionais de enfermagem são carregadas de emoções e sentimentos como insegurança, angústia, pena, medo e raiva (Albertina Coimbra et. al., 19--). Os profissionais percebem a importância de realizar as actividades que são da sua competência e não querem “fugir” às suas responsabilidades, mas também necessitam de apoio e de arranjar estratégias para lidar com os seus conflitos internos (Albertina Coimbra et. al., 19--).
Começaremos por referir o papel do enfermeiro na equipa de doação de órgãos e seus sentimentos perante a morte cerebral, visto o enfermeiro ser o profissional de saúde mais próximo do dador e respectiva família. A família é um elemento importante neste processo, mentir-lhe ou transmitir-lhe falsas esperanças não é solução, visto o enfermeiro ter investido no doente e família enquanto vivo, e por isso, perceber a dinâmica, cultura e o seu contexto, é o profissional mais apto para envolver a família neste processo adequando a informação às necessidades da família, bem como apoiá-la emocionalmente, trabalhar o luto e o processo seguinte.
Um dos factores referidos que puderam contribuir para a desmotivação e angústia da equipa de enfermagem é o facto de a equipa de saúde que cuida do dador não ter qualquer informação sobre o destino do órgão e do receptor – se a transplantação teve sucesso. Estes profissionais acabam por lidar apenas com a morte, desconhecendo as repercussões a curto prazo da mesma, o seu “fim nobre”, a “magnanimidade do acto” (Albertina Coimbra et. al., 19--).
Uma solução para este problema seria a possibilidade da equipa de enfermagem poder entrar em contacto com a pessoa que irá receber o transplante e ter conhecimento do sucesso do mesmo, bem como do seu contributo para a qualidade de vida do receptor (Albertina Coimbra et. al., 19--).
Outra das causas geradora dos sentimentos negativos acima referidos é a ambiguidade como é declarada a morte cerebral, tendo sido referido que “nem sempre há consenso entre as especialidades”, além das dúvidas suscitadas pela forma como é escolhido o dador e a própria declaração de morte cerebral. Neste caso a formação e esclarecimento da equipa envolvente era uma mais valia, bem como reuniões periódicas multidisciplinares em que os profissionais pudessem verbalizar os seus sentimentos e partilhar experiências (Albertina Coimbra et. al., 1995).
Para perceber a dualidade de sentimentos dos enfermeiros é importante perceber as suas funções e actividades que envolvem o cuidar da pessoa antes de ser dador, começa por tratar de um ser vivo com quem estabelece uma relação e as suas funções visam a sua sobrevivência, em que numa fase seguinte tem de “parar de tratar um vivo para começar a preparar um morto para doação” (Albertina Coimbra et. al., 1995).
O enfermeiro na equipa de transplantes, apesar de a decisão, a indicação e a execução de transplantes não serem competências de enfermagem, o seu papel não é menos importante pois o transplante de órgãos exige não só conhecimento técnico (teórico-prático) como também da cultura e religião das pessoas envolvidas de forma a adequar as suas intervenções para que todos sejam beneficiados.
Ao longo de todo este processo tanto para o dador como para o receptor é essencial perceber e tomar em consideração os factores culturais para a elaboração de programas educativos eficazes sobre as particularidades da morte cerebral, doação de órgãos e transplantes, existem mitos e crenças sobre estes temas que com respectiva informação e desmistificação poderão ser esclarecidas, havendo uma adesão consciente e informada a este processo, ou o contrário, – é essencial a pessoa estar informada para optar (A. S. Daare e P. Marshall, 19--).

## Perspectiva religiosa e cultural
Começaremos pela questão da morte. A morte cerebral bem como a doação de órgãos é aceite pelo hinduísmo, cristianismo e islamismo. Os japoneses são resistentes à ideia de morte cerebral, sendo uma das causas respeitante ao destino da pessoa após a morte, está relacionada com a mutilação do corpo e a impureza associada ao corpo morto. O hinduísmo, apesar da sua posição na matéria utilizando como argumento a ajuda ao outro e a teoria do Karma, as suas tradições como a cremação do corpo completo e a ideia de que o corpo é intocável poderiam ser utilizadas como argumentos contra a colheita de órgãos. O budismo que considera a vida como uma ilusão e a morte com um fim provisório, dando pouca importância ao corpo depois da morte, não apresentando argumentos contra o transplante e recolha de órgãos (A.S. Daare, P. Marshall, 19--).
Em relação à religião judaica, mesmo os ortodoxos apoiam estes actos médicos, tendo apenas com exigência que na colheita feita em cadáver, a morte tenha sido determinada de acordo com a Halachá – e que o órgão seja utilizado de imediato, não é permitido a doação para o banco de órgãos.
No islamismo, a importância do corpo leva certas correntes a recusar as colheitas de cadáveres por a integridade corporal ser conditio sine qua non para o acesso à vida eterna (Luís Archer, Jorge Biscaia, Walter Osswald, 1996).
Apesar de serem contra a transfusão de sangue, as Testemunhas de Jeová não são contra o transplante de órgãos. A igreja Anglicana “apoia tudo que preserve a vida que foi criada por Deus” (Reverendo Abmael), se na Bíblia nada indica que Deus é contra o transplante de órgãos, então a igreja não é contra.
A transplantação de órgãos, nomeadamente a sua aceitação, o consentimento de doação, a organização do programa de transplantação, o tipo de transplantes realizados e o resultado dependem em parte de considerações culturais. O sentido simbólico de certos órgãos, especificamente o coração, pode ser obstáculo ao transplante (A.S. Daare, P. Marshall, 19--).
O mesmo se acontece com o comércio de órgãos, existe uma “zona cinzenta” na fronteira que separa a doação da venda, é importante perceber as circunstâncias em que se realizam as transacções. Na república islâmica do Irão existe um vasto programa que define as formas de compensação financeiras julgadas culturalmente aceites quando uma pessoa viva faz a doação de um dos seus rins a uma pessoa que não seja um familiar, os argumentos que defendem esta via são, entre eles o facto de não haver intermediários, os dadores terão de se submeter a um teste psicológico, as remunerações são fixas, os dadores são aconselhados sobre a forma de investirem o dinheiro recebido e são cobertos por um seguro de doença durante os três anos seguidos da doação (A.S. Daare, P. Marshall, 19--).
Nos Estados Unidos foi proposto a criação de um mercado a termo fixo de órgãos colhidos em cadáveres, o que foi aceite pelas associações médicas. Na Filadélfia é oferecido um prémio pela doação de órgãos às famílias de pessoas recentemente mortas.
Na Índia, apenas recentemente foi adoptada uma lei sobre o transplante de órgãos humanos que visa abolir o comércio de órgãos e facilitar a colheita em cadáveres, instituindo o princípio da morte cerebral (A.S. Daare, P. Marshall, 19--).
Em relação à posição de diversos líderes religiosos, islamismo autoriza a remuneração em circunstâncias bem definidas e eruditos da religião judaica afirmam não encontrarem obstáculos à concessão de uma compensação (A.S. Daare, P. Marshall, 19--).
Esta é uma questão complexa que deve ser analisada tendo em conta os parâmetros culturais, políticos e económicos.

## Em Portugal
O primeiro transplante em Portugal foi feito dia 20 de Julho de 1969 em Coimbra, pelo médico Linhares Furtado. Tratou-se do transplante renal entre doadores vivos.

## No Brasil
A evolução da legislação brasileira referente à doação de órgãos, especialmente marcada pela Lei nº 9434 de 1997 e suas subsequentes alterações, como a Lei nº 10211, destaca o compromisso do país em promover uma abordagem ética e legalmente sólida nesse campo crucial da saúde. Essas mudanças refletem não apenas avanços jurídicos, mas também uma compreensão mais profunda dos princípios bioéticos, como autonomia, beneficência, não maleficência e justiça, que garantem a proteção dos interesses dos doadores e receptores, e promovem a equidade na distribuição de órgãos.
No Brasil, o primeiro transplante de córneas foi realizado em 1954. Os primeiros de fígado, coração e de rins foram todos realizados em 1968. Em setembro de 2020, Daniela Salomão declarou que mesmo com a ordem de não buscar hospitais, durante a epidemia COVID-19 foram realizados quase 10 mil transplantes, segundo a coordenadora do Sistema Nacional de Transplantes.